# ارسی (مرند)
ارسی یکی از روستاهای استان آذربایجان شرقی است که در بخش کشکسرای شهرستان مرند واقع شده‌است.